# Ère Ken'ei
L'ère Ken'ei (建永) est une des ères du Japon (年号, nengō, lit. « nom de l'année ») après l'ère Genkyū et avant l'ère Jōgen. Cette ère couvre la période allant du mois d'avril 1206 au mois d'octobre 1207. L'empereur régnant est Tsuchimikado-tennō (土御門天皇).

## Changement d'ère
- 1206 Ken'ei gannen (建永元年?) : Le nom de la nouvelle ère est créé pour marquer un événement ou une succession d'événements. La précédente ère se termine quand commence la nouvelle, en Genkyū 3, le 27e jour du 4e mois de 1206[3].

## Événements de l'ère Ken'ei
- 1206 (Ken'ei 1, 2e mois) : La place du shogun Sanetomo dans la hiérarchie de la cour est élevée au titre de deuxième rang de la quatrième classe[4].
- 1206 (Ken'ei 1, 7e jour du 3e mois) : L'empereur se prépare à rendre visite  au régent sesshō Kujō Yoshitsune mais durant la nuit qui précède son arrivée, un assassin inconnu s'introduit secrètement dans la maison de Yoshitune et le transperce d'une lance poussée à travers le sol. Il n'est pas possible de découvrir qui est l'assassin. Yoshitsune avait 38 ans. Le sadaijin Konoe Iezane succède à Yoshitsune comme (régent) sesshō et le dainagon Fujiwara no Tadatsune devient sadaijin[5].
- 1206 (Ken'ei 1, 12e mois) : Konoe Iezane n'occupe plus la fonction de (régent) sesshō et devient (régent) kampaku à la place[6].

| Ken'ei    | 1re  | 2e   |
| Grégorien | 1206 | 1207 |

## Crédit d'auteurs
- (en) Cet article est partiellement ou en totalité issu de l’article de Wikipédia en anglais intitulé « Ken'ei » (voir la liste des auteurs).